# بروژک (استان لوبوسکی)

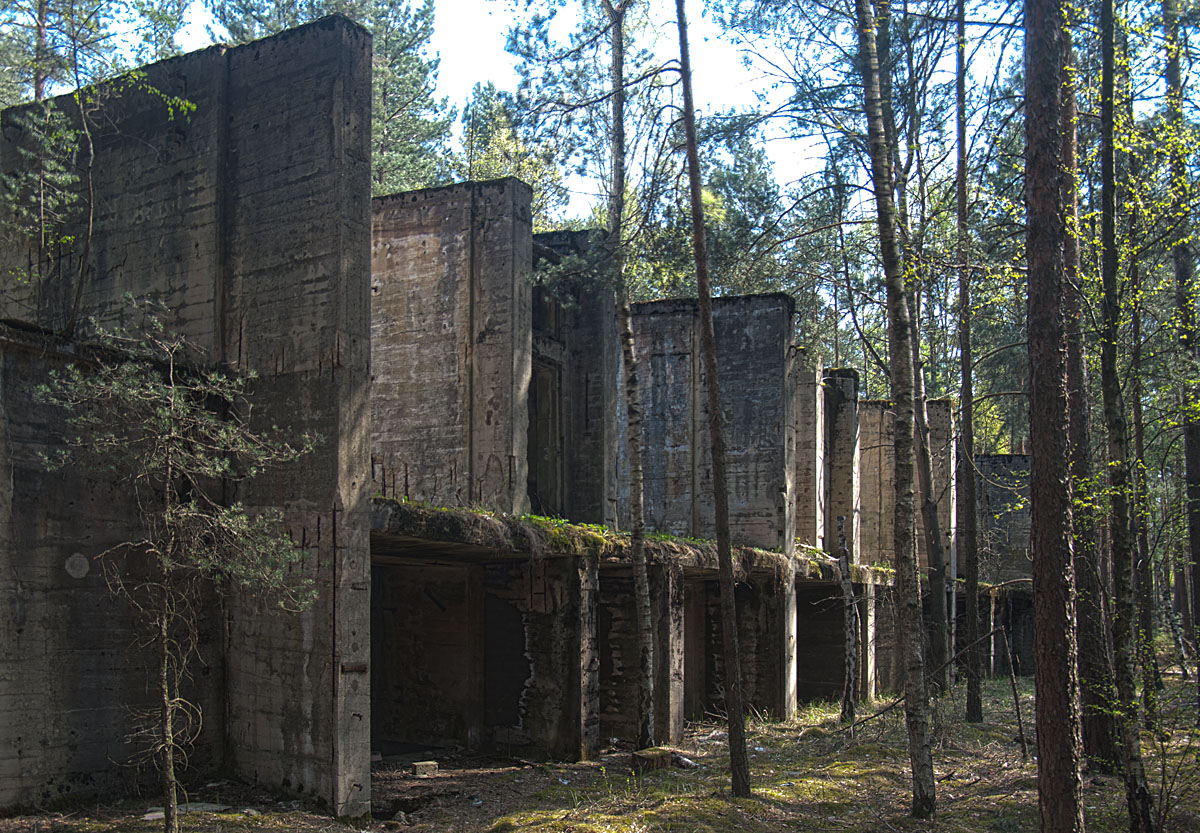
کارخانه مهمات قدیمی در بروژک

بروژک (استان لوبوسکی) (به لهستانی: Brożek) یک روستا در لهستان است که در گمینا بروده (استان لوبوسکی) واقع شده‌است.